# Baisha (socken i Kina, Guangxi)
Baisha (kinesiska: 白沙乡, 白沙) är en socken i Kina. Den ligger i den autonoma regionen Guangxi, i den södra delen av landet, omkring 210 kilometer nordost om regionhuvudstaden Nanning. Antalet invånare är 16071. Befolkningen består av 7 607 kvinnor och 8 464 män. Barn under 15 år utgör 16,0 %, vuxna 15-64 år 73 %, och äldre över 65 år 9,0 %.
Genomsnittlig årsnederbörd är 2 161 millimeter. Den regnigaste månaden är juni, med i genomsnitt 421 mm nederbörd, och den torraste är januari, med 53 mm nederbörd.